# HTC One X
De HTC One X is een smartphone van het Taiwanese bedrijf HTC. Het toestel moet het bedrijfsvlaggenschip worden van 2012 en werd tegelijk uitgebracht met het middenklasse-toestel One S en het low-budgettoestel One V.
De One X is uitgerust met het besturingssysteem van de Amerikaanse zoekgigant Google, Android v4.0, ook wel Ice Cream Sandwich genoemd. Als grafische schil maakt HTC niet gebruik van de ingebouwde gebruikersinterface, maar voegt het bedrijf zijn eigen grafische schil toe, genaamd HTC Sense UI. Dit is de vierde versie van de grafische schil en is helemaal herontworpen om alles zo ruim mogelijk te laten lijken.
De HTC One X heeft een lcd-aanraakscherm van 4,7 inch met een resolutie van 720 bij 1280 pixels. De behuizing is gemaakt van polycarbonaat, een extreem stevige plasticsoort, wat deze telefoon een wat luxueuzer uitstraling kan geven dan bijvoorbeeld de Samsung Galaxy S III, die voor het grootste deel uit "gewoon" plastic van mindere kwaliteit bestaat. Verder is er een 8 MP-cameralens aan de achterkant aanwezig, met een Smart led-flitser en een 1,3MP-camera aan de voorkant.

## Wifi-problemen
De release van de HTC One X werd al vrij snel gekenmerkt door problemen met de Wi-Fi-ontvanger van het toestel. De ontvangst is soms abominabel slecht voor een toestel van deze prijscategorie, zo erkent ook HTC. Het betreft een hardwareprobleem dat niet hersteld kan worden door middel van software. HTC heeft ingegrepen in de productie van de smartphone om het probleem te verhelpen, maar dit is geen oplossing voor huidige eigenaren van het toestel, die zullen contact op moeten nemen met de helpdesk van HTC.

## De HTC One X+
HTC heeft begin oktober 2012 bekendgemaakt dat er een nieuwere versie van de HTC One X in productie genomen gaat worden, namelijk de HTC One X+ (plus). De HTC One X+ gaat beschikken over een 1,7 GHz-, quadcore-tegra 3+-processor, in vergelijking tot de 1,5 GHz-, quadcore-tegra 3-processor van de HTC One X. De HTC One X+ gaat draaien op de nieuwste Androidversie, Android Jelly Bean, met de nieuwe HTC Sense-schil, HTC Sense+. Ook de camera aan de voorkant is geüpgraded, hij heeft nu 1,6 megapixel en verbeterde software. De batterij is verder groter geworden: van een 1800mAh-batterij gaat hij naar een 2040mAh-batterij, wat merkbare verschillen zou moeten opleveren.
De behuizing van de mobiele telefoon is nauwelijks veranderd, de afmetingen van het toestel zijn hetzelfde, alleen de kleur is veranderd naar diepzwart, met rode accenten, en de achterkant heeft een nieuwe coating gekregen.
Op 19 februari 2013 is de opvolger van de HTC One X (plus) aangekondigd die de naam HTC One draagt.